# Гней Кальпурній Пізон (квестор)
Гней Кальпу́рній Пізо́н (лат. Gnaeus Calpurnius Piso, 95 до н. е. — 64 до н. е.) — військовий та політичний діяч Римської республіки.

## Життєпис
Походив з плебейського роду Кальпурніїв. Був дуже бідний, відомий владолюбством і бунтівною вдачею. Непримиренний ворог Гнея Помпея. У 68 році до н. е. звинувачував у суді Манілія Кріспа, народного трибуна 66 року до н. е. У ході процесу висунув також серйозні звинувачення його покровителю Помпею.
Обраний квестором на 65 рік до н. е.. Брав участь в першій змові Луція Сергія Катиліни і, за планом змовників, після заколоту повинен був на чолі війська зайняти обидві іспанські провінції. Ці задуми так і не реалізувалися, тим не менш постановою сенатом Пізон був направлений до провінції Ближня Іспанія з повноваженнями і титулом пропретора. Рішення про його призначення було прийнято за наполяганням Марка Ліцинія Красса, що розраховував використовувати Пізона як противагу Помпею. Ходили чутки, що Пізон змовився з Гаєм Юлієм Цезарем, і вони мали намір одночасно підняти заколот у провінції та у Римі.
На другий рік (64 рік до н. е.) намісництва Пізон був вбитий іспанськими вершниками зі свого війська. За однією з версій, причиною вбивства стала жорстокість і несправедливість Пізона, а за іншою — за вбивством стояв Помпей.

## Родина
- Син Гней Кальпурній Пізон, консул 23 року до н. е.